# Liste der Biografien/Nl
Liste der Biografien |
Portal Biografien |
Personensuche
# |
A |
B |
C |
D |
E |
F |
G |
H |
I |
J |
K |
L |
M |
N |
O |
P |
Q |
R |
S |
T |
U |
V |
W |
X |
Y |
Z |
?
 
Na |
Nb |
Nc |
Nd |
Ne |
Nf |
Ng |
Nh |
Ni |
Nj |
Nk |
Nl |
Nm |
Nn |
No |
Nr |
Ns |
Nt |
Nu |
Nv |
Nw |
Nx |
Ny |
Nz
Die Liste der Biografien führt alle Personen auf, die in der deutschsprachigen Wikipedia einen Artikel haben. Dieses ist eine Teilliste mit 7 Einträgen von Personen, deren Namen mit den Buchstaben „Nl“ beginnt.

## Nl

### Nla
- Nlandu Mayi, Daniel (1953–2021), kongolesischer Geistlicher, römisch-katholischer Bischof von Matadi
- N’Landu, Kavidi Wivine, kongolesische Dichterin und Politikerin
- Nlavo, Luis (* 2001), äquatorialguineischer Fußballspieler
- Nlaza, kongolesischer König des afrikanischen Reiches Kongo

### Nle
- NLE Choppa (* 2002), US-amerikanischer RapperNLE Choppa (* 2002)

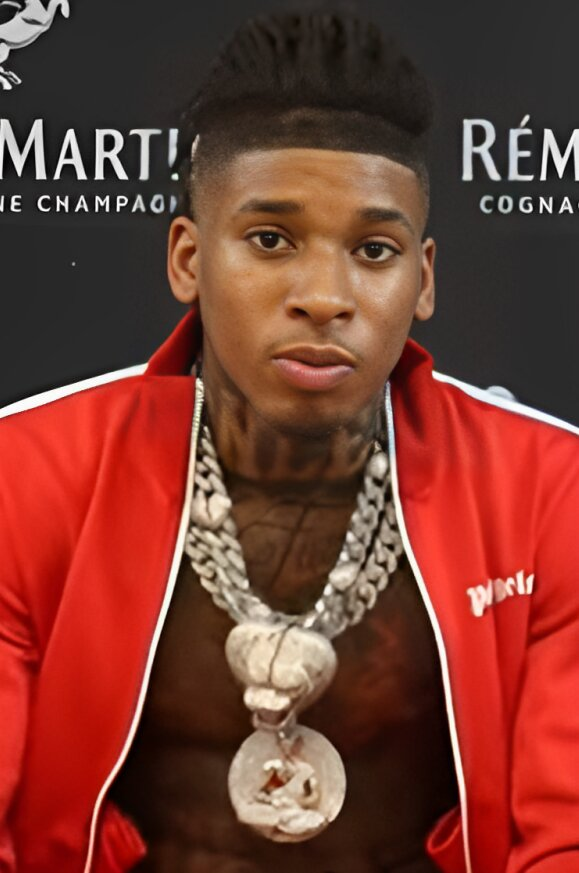
NLE Choppa (* 2002)

### Nlu
- N’Lundulu, Dan (* 1999), englischer Fußballspieler
- N’Lundulu, Gaël (* 1992), französischer Fußballspieler